# Hilara spinipes
Hilara spinipes är en tvåvingeart som beskrevs av Macquart 1827. Hilara spinipes ingår i släktet Hilara och familjen dansflugor.
Artens utbredningsområde är Frankrike. Inga underarter finns listade i Catalogue of Life.